# Eritrea (1936)
Eritrea byla šalupa Italského královského námořnictva. Ve službě v italském námořnictvu byla v letech 1937–1948. Účastnila se druhé světové války. Dne 12. února 1948 byla v rámci reparací předána Francii a do francouzského námořnictva byla zařazena jako avízo Francis Garnier (A04, F730). Vyřazena byla roku 1966.

## Stavba

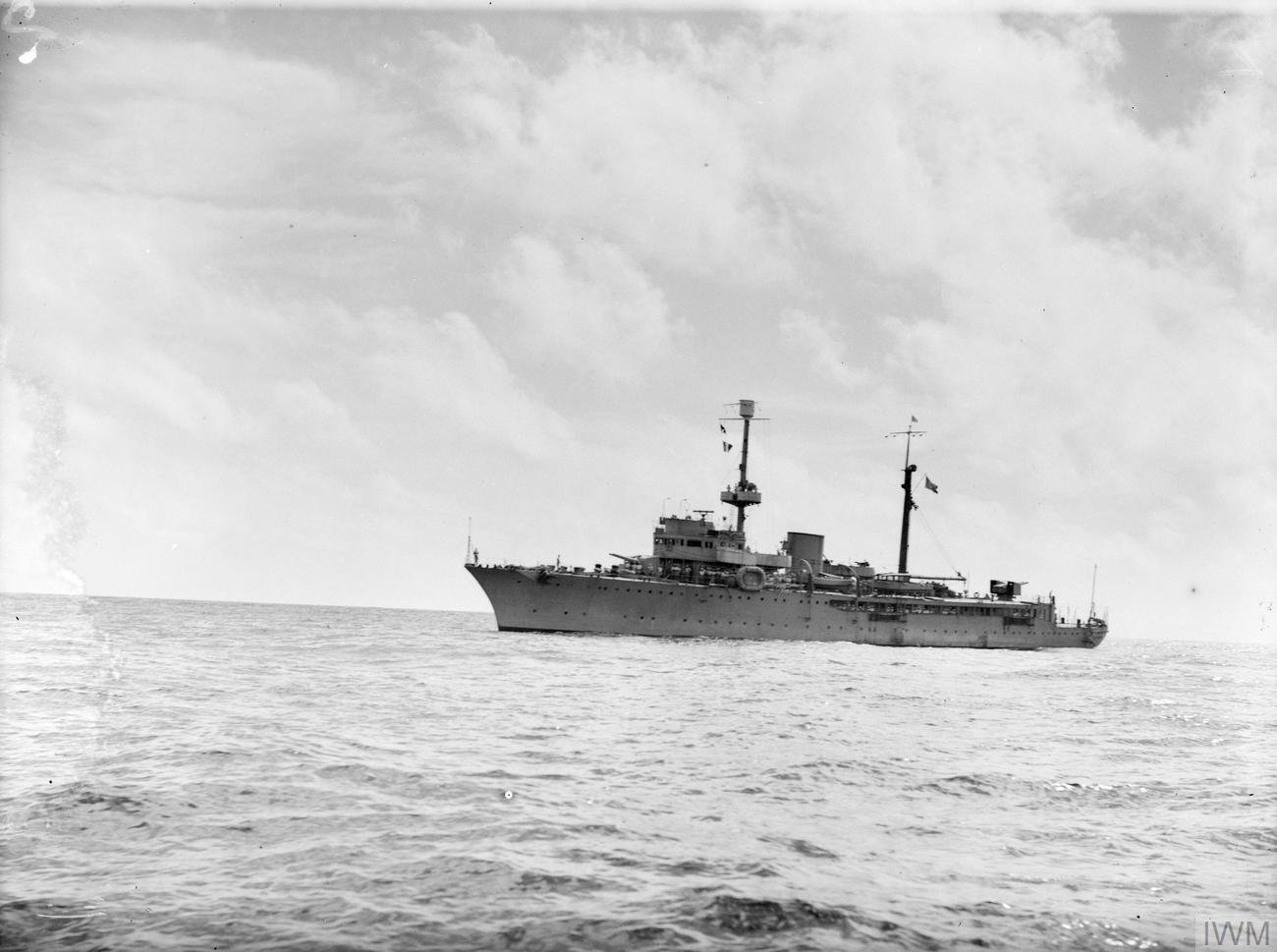
Eritrea se 14. září 1943 vzdává Spojencům

Plavidlo bylo objednáno pro službu v koloniích a jako eskortní loď v době války. Jeho stavba byla objednána 8. května 1935 u italské loděnice Cantieri di Castellamare di Stabia. Stavba byla zahájena v červenci 1935, na vodu byla ponorka spuštěna 28. září 1936 a do služby byla přijata 10. února 1937. Původně plánovaná stavba sesterské lodě Etiopia se neuskutečnila.

## Konstrukce

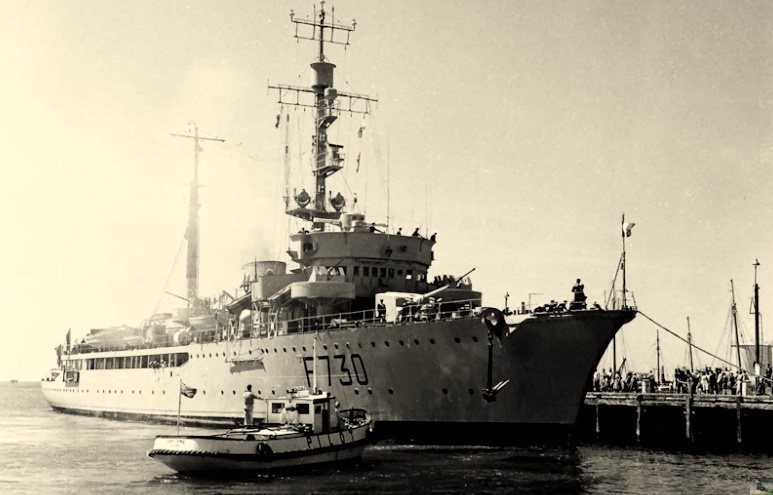
Francis Garnier (F730, ex Eritrea)

Výzbroj představovaly čtyři 120mm kanóny ve dvoudělových věžích, dva 40mm kanóny a čtyři 13,2mm kulomety. V případě potřeby šalupa mohla sloužit i ke kladení min. Nejvyšší rychlost dosahovala 20 uzlů. Pohonný systém tvořily dva diesely FIAT o výkonu 7800 hp, dva diesel-generátory a dva elektromotory Marelli o výkonu 1300 hp. Lodní šrouby byly dva. Dosah byl 6950 námořních mil při rychlosti 11,8 uzlů s využitím elektromotorů a 5000 námořních mil při plavbě rychlostí 15,3 uzlu s využitím dieselů.

### Modifikace
V letech 1940–1941 byly 40mm kanóny nahrazeny čtyřmi 37mm kanóny.